# Robecq Communal Cemetery
Robecq Communal Cemetery is een begraafplaats gelegen in de Franse plaats Robecq (Pas-de-Calais). De militaire graven worden onderhouden door de Commonwealth War Graves Commission.
De begraafplaats telt 23 geïdentificeerde Gemenebest graven, waarvan 14 uit de Eerste Wereldoorlog en 9 uit de Tweede Wereldoorlog.